# Danh sách cầu thủ tham dự cúp bóng đá châu Đại Dương 1973
Sau đây là danh sách cầu thủ của mỗi quốc gia thi đấu tại Cúp bóng đá châu Đại Dương 1973.

## New Zealand
Huấn luyện viên:  Barrie Truman

| Số | VT | Cầu thủ           | Ngày sinh (tuổi)            | Trận | Bàn | Câu lạc bộ          |
| -- | -- | ----------------- | --------------------------- | ---- | --- | ------------------- |
|    | TM | Kevin Curtin      |                             |      |     | Mount Wellington    |
|    | TM | John Morris       | 5 tháng 3, 1950 (22 tuổi)   |      |     | Blockhouse Bay      |
|    | HV | Maurice Tillotson |                             |      |     | Gisborne City       |
|    | HV | Gary Lake         |                             |      |     | Blockhouse Bay      |
|    | HV | Colin Latimour    | 11 tháng 12, 1946 (26 tuổi) |      |     | Eastern Suburbs AFC |
|    | TĐ | Tony Sibley       | 29 tháng 9, 1950 (22 tuổi)  |      |     | Mount Wellington    |
|    | TV | Malcolm Ferguson  |                             |      |     | Queens Park         |
|    | TV | Brian Armstrong   |                             |      |     | Mount Wellington    |
|    | TV | Dennis Tindall    |                             |      |     | Hamilton            |
|    | TV | Ron Armstrong     |                             |      |     | Mount Wellington    |
|    | TV | Brian Hardman     |                             |      |     | Hamilton            |
|    | TV | Malcolm Bland     |                             |      |     | Eastern Suburbs     |
|    | TV | Brian Turner      | 31 tháng 7, 1949 (23 tuổi)  |      |     | Eastern Suburbs     |
|    | TV | John Staines      |                             |      |     | Eastern Suburbs     |
|    | TV | Geoff Brand       | 14 tháng 5, 1946 (26 tuổi)  |      |     | Stop Out            |
|    | TĐ | Alan Vest         |                             |      |     | Gisborne City       |
|    | TĐ | Dave Taylor       |                             |      |     | Mount Wellington    |
|    | TĐ | Alan Marley       |                             |      |     | Mount Wellington    |

## Fiji
Huấn luyện viên:  Sashi Mahendra Singh

| Số | VT | Cầu thủ             | Ngày sinh (tuổi) | Trận | Bàn | Câu lạc bộ |
| -- | -- | ------------------- | ---------------- | ---- | --- | ---------- |
|    | TM | Nicholas Rounds     |                  |      |     |            |
|    | TM | John Foster         |                  |      |     |            |
|    | HV | Terio Wakatawa      |                  |      |     |            |
|    | HV | Nemarii Waka        |                  |      |     |            |
|    | HV | Gordon Lee Wai      |                  |      |     |            |
|    | HV | George Koi          |                  |      |     |            |
|    | HV | Waisea Naicovu      |                  |      |     |            |
|    | TV | Samu Vacago         |                  |      |     |            |
|    | TV | Joseph Gock         |                  |      |     |            |
|    | TV | Marayam Sami Sada   |                  |      |     |            |
|    | TV | Mun Lai             |                  |      |     |            |
|    | TV | John Krishna Chotka |                  |      |     |            |
|    | TĐ | Vilitate Lee        |                  |      |     |            |
|    | TĐ | Kini Kawatevu       |                  |      |     |            |
|    | TĐ | Josateki Kurivitu   |                  |      |     |            |
|    | TĐ | Mohammed Farook     |                  |      |     |            |
|    | TĐ | Habib Buksh         |                  |      |     |            |

## Tahiti
Huấn luyện viên: Freddy Vernaudon

| Số | VT | Cầu thủ           | Ngày sinh (tuổi) | Trận | Bàn | Câu lạc bộ |
| -- | -- | ----------------- | ---------------- | ---- | --- | ---------- |
|    | TM | Georges Piehi     |                  |      |     |            |
|    | TM | Tony Mottet       |                  |      |     |            |
|    | HV | Joseph Burns      |                  |      |     |            |
|    | HV | Alexis Tumahai    |                  |      |     |            |
|    | HV | Georges Chavez    |                  |      |     |            |
|    | HV | Gérard Kautai     |                  |      |     |            |
|    | HV | Albert Taaroamea  |                  |      |     |            |
|    | HV | Charles Temarii   |                  |      |     |            |
|    | HV | Albert Taaroamea  |                  |      |     |            |
|    | TV | Lewis Lai San     |                  |      |     |            |
|    | TV | Theodore Riritua  |                  |      |     |            |
|    | TV | Gilles Malinowski |                  |      |     |            |
|    | TV | Mana Temaiana     |                  |      |     |            |
|    | TV | Roland de Marigny |                  |      |     |            |
|    | TV | Terii Etaeta      |                  |      |     |            |
|    | TĐ | Claude Carrara    |                  |      |     |            |
|    | TĐ | Erroll Bennett    |                  |      |     |            |
|    | TĐ | Gilles Malinowski |                  |      |     |            |
|    | TĐ | Harold Ng Fok     |                  |      |     |            |

## Tân Hebrides
Huấn luyện viên: P. Reichert

| Số | VT | Cầu thủ          | Ngày sinh (tuổi) | Trận | Bàn | Câu lạc bộ |
| -- | -- | ---------------- | ---------------- | ---- | --- | ---------- |
|    | TM | Jean Delaveuve   |                  |      |     |            |
|    | HV | Pierre Waina     |                  |      |     |            |
|    | HV | Popette Malas    |                  |      |     |            |
|    | HV | Charles Galinie  |                  |      |     |            |
|    | HV | Jules Galibert   |                  |      |     |            |
|    | HV | Molissa Daniel   |                  |      |     |            |
|    | HV | Densley Jonylulu |                  |      |     |            |
|    | TV | Albert Coulon    |                  |      |     |            |
|    | TV | Jimmy Meto       |                  |      |     |            |
|    | TV | Bernard Courtet  |                  |      |     |            |
|    | TV | Alick Saurei     |                  |      |     |            |
|    | TĐ | Michael Dupuy    |                  |      |     |            |
|    | TĐ | Jacky Valette    |                  |      |     |            |
|    | TĐ | Jacques Nafouri  |                  |      |     |            |
|    | TĐ | Raymond Valette  |                  |      |     |            |

## Nouvelle-Calédonie
Huấn luyện viên:  Guy Elmour

| Số | VT | Cầu thủ           | Ngày sinh (tuổi) | Trận | Bàn | Câu lạc bộ |
| -- | -- | ----------------- | ---------------- | ---- | --- | ---------- |
|    | TM | Michael Matzach   |                  |      |     |            |
|    | TM | Richard Gurrera   |                  |      |     |            |
|    | HV | Simon Bearune     |                  |      |     |            |
|    | HV | Bob Moindu        |                  |      |     |            |
|    | HV | Simon Kecine      |                  |      |     |            |
|    | HV | Bernard Ukeiwe    |                  |      |     |            |
|    | HV | Andre Benebig     |                  |      |     |            |
|    | HV | Roger Mandin      |                  |      |     |            |
|    | TV | Jacques Koindredi |                  |      |     |            |
|    | TV | Segin Wayewol     |                  |      |     |            |
|    | TV | Gerald Delmas     |                  |      |     |            |
|    | TV | Jean Hmae         |                  |      |     |            |
|    | TV | Luke Anglio       |                  |      |     |            |
|    | TĐ | Pierre Wacapo     |                  |      |     |            |
|    | TĐ | Jean Wadriako     |                  |      |     |            |
|    | TĐ | Bernard Waka      |                  |      |     |            |
|    | TĐ | Phadom Wacope     |                  |      |     |            |
|    | TĐ | Jean Xowie        |                  |      |     |            |